# Le ciel est mort
Le ciel est mort (titre original : Who Goes There?) est un recueil de nouvelles de science-fiction de l'auteur américain John W. Campbell publié pour la première fois aux États-Unis en 1948. Il paraît en France en 1955 aux éditions Denoël dans la collection Présence du futur.
La nouvelle La Bête d'un autre monde (Who Goes There?) a été adaptée une première fois au cinéma en 1951 par Howard Hawks et Christian Nyby pour le film La Chose d'un autre monde, puis par John Carpenter en 1982 pour The Thing et à nouveau en 2011 pour la préquelle The Thing de Matthijs van Heijningen Jr..

## Liste des nouvelles
- La Bête d'un autre monde ((en) Who Goes There?, 1938)Première publication dans Astounding Science-Fiction
- Cécité ((en) Blindness, 1935)Première publication dans Astounding Stories
- Points de friction ((en) Frictional Losses, 1936)Première publication dans Astounding Stories
- Suicide ((en) Dead Knowledge, 1938)Première publication dans Astounding Stories
- Élimination ((en) Elimination, 1936)Première publication dans Astounding Stories
- Crépuscule ((en) Twilight, 1934)Première publication dans Astounding Stories
- Le Ciel est mort ((en) Night, 1935)Première publication dans Astounding Stories
- L'Éveil d'Aesir ((en) Out of Night, 1937)Première publication dans Astounding Stories
- Le Manteau d'Aesir ((en) Cloak of Aesir, 1939)Première publication dans Astounding Science-Fiction

Les deux dernières nouvelles n'apparaissent qu'à partir de l'édition Robert Laffont et sont regroupées en une seule histoire, L'Histoire d'Aesir, dans l'édition du Livre de poche, avec une traduction de Michel Deutsch et Francis Valéry.